# 自衛隊パキスタン派遣

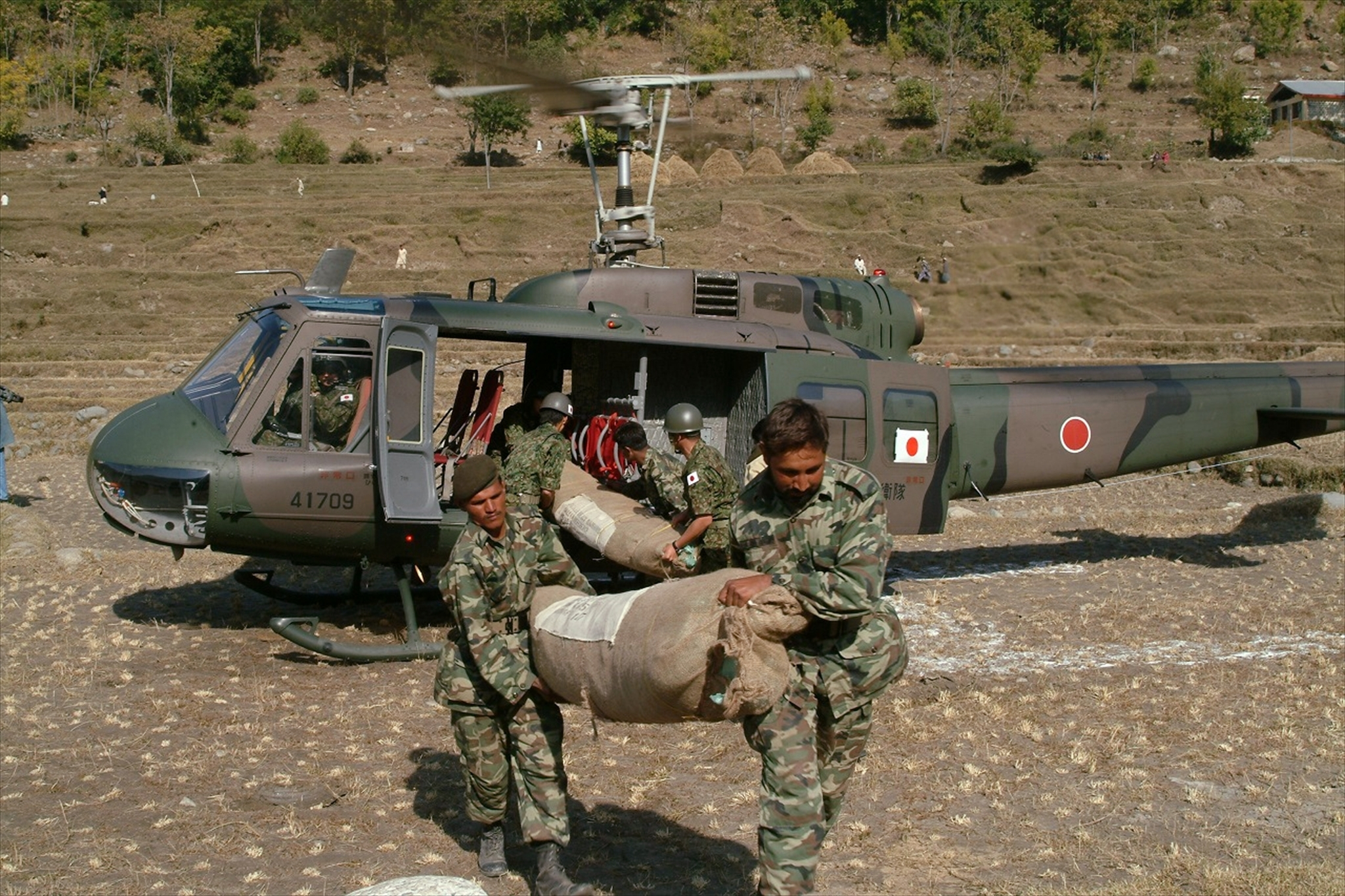
国際緊急援助活動を行う陸上自衛隊

自衛隊パキスタン派遣（じえいたいパキスタンはけん）は、パキスタン・イスラム共和国への国際緊急援助法に基づく自衛隊派遣。

## 概要
2005年10月8日、パキスタンで地震が発生。パキスタン政府の要請により国際緊急援助隊として自衛隊が派遣され援助物資の空輸を行った。
11月12日、パルヴェーズ・ムシャラフ大統領がヘリポートを訪問し隊員を激励した。
航空援助隊は援助物資約41トン、人員720名を輸送した。

## 部隊
パキスタン国際緊急航空援助隊
陸上自衛隊北部方面隊第5旅団を中心に編成、約150名。UH-1多用途ヘリコプター6機を使用して物資を輸送。
パキスタン国際緊急援助空輸隊
航空自衛隊航空支援集団により編成。C-130H輸送機4機、ボーイング747政府専用機2機を使用して陸自人員と物資を日本から輸送。予備機としてC-130HとU-4が各1機ずつ日本で待機。

## 沿革
- 2005年（平成17年）
  - 10月11日 - 防衛庁長官がパキスタン・イスラム共和国への国際緊急援助隊の派遣に係る準備に関する長官指示を発出
  - 10月12日 - 先遣隊20名が出国。防衛庁長官がパキスタン・イスラム共和国への国際緊急援助隊派遣に関する一般命令を発出
  - 10月13日 - 空輸隊がC-130HでUH-1を輸送開始
  - 10月14日 - 航空援助隊約100名が政府専用機で千歳基地から出発
  - 10月18日 - 援助隊が輸送を開始。指揮所をチャクララ空軍基地からイスラマバード・ヘリポートに移転
  - 10月20日 - 防衛庁長官がパキスタン・イスラム共和国への国際緊急援助隊の派遣命令の変更命令を発出。UH-1ヘリコプター3機と要員20名を追加
  - 10月21日 - 追加要員が成田空港から出国
  - 11月14日 - 防衛庁長官がパキスタン・イスラム共和国における国際緊急援助活動の終結に関する一般命令を発出。
  - 11月22日 - 陸自隊員約20名が成田空港に帰国
  - 11月24日 - UH-1による輸送を終了
  - 12月1日 - 航空援助隊の約130名がチャーター機で帯広空港に帰国
  - 12月2日 - 空輸隊が千歳基地へ最後のUH-1を輸送後、小牧基地に帰投